# Єзьоро (Люблінське воєводство)
Єзьоро (пол. Jezioro) — село в Польщі, у гміні Семень Парчівського повіту Люблінського воєводства.
Населення — 458 осіб (2011).
У 1975-1998 роках село належало до Білопідляського воєводства.

## Демографія
Демографічна структура станом на 31 березня 2011 року:
|          | Загалом | Допрацездатний вік | Працездатний вік | Постпрацездатний вік |
| -------- | ------- | ------------------ | ---------------- | -------------------- |
| Чоловіки | 225     | 43                 | 151              | 31                   |
| Жінки    | 233     | 54                 | 105              | 74                   |
| Разом    | 458     | 97                 | 256              | 105                  |